# Tucker Albrizzi
Tucker Albrizzi (Palm Harbor, 25 febbraio 2000) è un attore statunitense.

## Filmografia parziale

### Cinema
- Sicko, regia di Michael Moore (2007)
- Uploading to Angels, regia di Fred Smith (2009)
- Sono il Numero Quattro (I Am Number Four), regia di D. J. Caruso (2011) - non accreditato
- Alvin Superstar 3 - Si salvi chi può! (Alvin and the Chipmunks: Chipwrecked), regia di Mike Mitchell (2011)
- Monster Trucks, regia di Chris Wedge (2017)
- Bully, regia di Santino Campanelli (2018)

### Televisione
- Big Time Rush (2009-2012; 11 episodi)
- Buona fortuna Charlie (2010-2013; 7 episodi)
- Pixie P.D. Burbank (2015; 4 episodi)
- Clique Wars (2015; 4 episodi)
- The Big Bang Theory – serie TV, episodio 10x06 (2016)
- A.P. Bio - serie TV (2018 - in corso)
- Mr. Iglesias - serie TV (2019 - in corso)

### Doppiaggio
- Supercuccioli a caccia di tesori (Treasure Buddies) (2012) - Budderball
- ParaNorman (2012) - Neil

## Doppiatori italiani
Nelle versioni in italiano delle opere in cui ha recitato, Tucker Albrizzi è stato doppiato da:
- Federico Bebi in Big Time Rush
- Andrea Di Maggio in Buona fortuna Charlie
- Simone Lupinacci in Lab Rats
- Manuel Meli in Mr. Iglesias

Da doppiatore, è stato sostituito da:
- Erica Necci in Supercuccioli a caccia di tesori